# Fresnoy-en-Gohelle
Fresnoy-en-Gohelle är en kommun i departementet Pas-de-Calais i regionen Hauts-de-France i norra Frankrike. Kommunen ligger i kantonen Vimy som tillhör arrondissementet Arras. År 2022 hade Fresnoy-en-Gohelle 234 invånare.

## Befolkningsutveckling
Antalet invånare i kommunen Fresnoy-en-Gohelle
| Referens: INSEE |